# کرون (باواریا)
کرون (باواریا) (به آلمانی: Krün) یک شهر در آلمان است که در بایرن واقع شده‌است.

## خصوصیات
کرون ۳۶٫۳۲ کیلومترمربع مساحت دارد ۸۷۵ متر بالاتر از سطح دریا واقع شده‌است.